# نادي بسي
نادي بسي، هو نادي كرة قدم تشادي يلعب حاليًا في دوري تشاد الممتاز. ومقره العاصمة انجمينا.

## تاريخ
في موسم 2023–24، فاز الفريق بلقب دوري تشاد الممتاز، ليتأهل إلى دوري أبطال إفريقيا 2024–25. وانسحب الفريق من الدوري التمهيدي الأول عقب هزيمته أمام الاتحاد الرياضي المنستيري بنتيجة 0–2.